# میرمصور
میرمصور ترمذی (فعالیت ۱۵۱۰–۴۸, مرگ ۱۵۵۵) از نگارگران صاحب‌نام مکتب صفوی (مکتب‌تبریز دوم) در سدهٔ دهم هجری (پانزدهم میلادی) و از شاگردان کمال‌الدین بهزاد است.
میر مصور از ترمذ یا بدخشان به تبریز رفت. در تبریز هیچ سوابق هنری معلومی از او در دست نیست. وی زمانی را در دربار شاه تهماسب یکم به کار نگارگری پرداخت و در آن‌جا همکار سلطان‌محمد نگارگر و آقامیرک گردید. میرمصور برخی از تصاویر شاهنامهٔ تهماسبی را کشیده است. میرسیدعلی و عبدالصمد و زین‌العابدین به احتمال زیاد از شاگردان او بوده‌اند. مهارت اصلی میرمصور مجلس‌آرایی با اشیاء و آدم‌های فراوان بوده است؛ ولی تصاویر تک‌پیکری نیز می‌کشید.

## تأثیر و سبک هنری

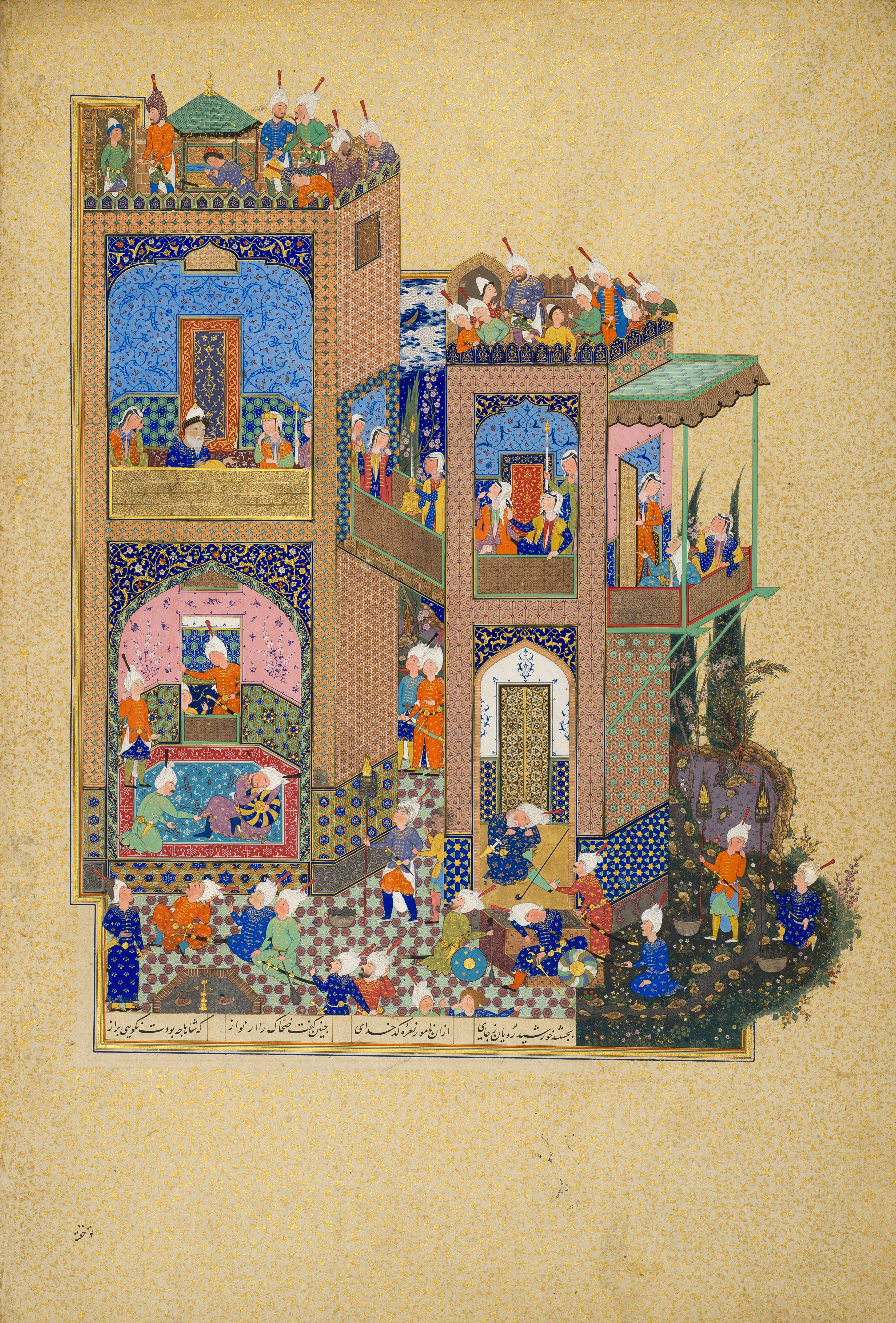
برگی از شاهنامه طهماسبی، داستان ضحاک، اثر میرمصور

میرمصور ترمذی به عنوان یکی از برجسته‌ترین نگارگران مکتب تبریز دوم، نقش بسزایی در تحول و تکامل هنر نگارگری صفوی ایفا کرد. او با بهره‌گیری از آموزه‌های کمال‌الدین بهزاد، سبکی منحصر به فرد در مجلس‌آرایی و تصویرگری خلق نمود. آثار او، به ویژه نگاره‌های شاهنامه تهماسبی، سرشار از جزئیات دقیق، رنگ‌های زنده و ترکیب‌بندی‌های پویا است. میرمصور در به تصویر کشیدن صحنه‌های پرجمعیت و پرتحرک مهارت ویژه‌ای داشت و توانست با ظرافت تمام، حالات و احساسات شخصیت‌ها را به نمایش بگذارد. تأثیر او بر شاگردانش، از جمله میرسیدعلی و عبدالصمد، مشهود است و سبک او در آثار نگارگران بعدی مکتب صفوی نیز قابل مشاهده است.

## آثار
- نبرد اسکندر و دارا (در خمسه نظامی محفوظ در موزه متروپلیتن).
- فردوسی در حضور سلطان محمود غزنوی (شاهنامه تهماسبی).
- مجلس مهراب و رودابه (شاهنامه تهماسبی).
- پیرمرد عریضه در دست.
- سرخان بیک سفره‌چی.